# Desenvolvimento da teoria de Darwin
A seguir à concepção da teoria da seleção natural de Charles Darwin em 1838, o desenvolvimento da teoria de Darwin para explicar o "mistério dos mistérios" de como novas espécies originavam foi o seu "passatempo favorito" como pano de fundo para a sua ocupação principal de publicar os resultados científicos da viagem do Beagle. Darwin estava a habituar-se à vida de casado, mas sofria de ataques de doença e depois do nascimento do seu primeiro filho a família mudou-se para a Down House que serviu como uma casa de família longe da pressão da vida em Londres.
A publicação em 1839 do seu Diário e Anotações (agora conhecido como A Viagem do Beagle) trouxe-lhe sucesso como autor, e em 1842 ele publicou o seu primeiro grande livro científico, The Structure and Distribution of Coral Reefs, que elaborava a sua teoria sobre a formação de atóis de coral. Escreveu também esquematicamente as suas ideias básicas sobre transmutação de espécies, que expandiu para um "ensaio" em 1844, e discutiu a sua teoria com amigos assim como continuou a fazer experiências e investigar de maneira geral. No mesmo ano, o trabalho anónimo Vestiges of the Natural History of Creation atraiu grande atenção por parte do público em relação a ideias evolutivas, mas também mostrou a necessidade da existência de evidências fortes para que a evolução ganhasse aceitação científica.
Em 1846 ele completou o seu terceiro livro de geologia, e passou da supervisão da publicação de relatórios de especialistas sobre os achados da viagem para ele próprio examinar espécies de Cirrípedia. Este formou-se  num estudo de oito anos, fazendo uso da sua teoria para encontrar relações até então desconhecidas entre as várias espécies de cirrípedes, e estabelecendo o seu conhecimento como biólogo. A sua fé no Cristianismo começou a esmorecer e parou de ir à igreja. Em 1851 a sua filha sofreu de uma longa enfermidade e morreu. Em 1854 voltou a trabalhar na questão das espécies o que o levou à publicação da teoria de Darwin.